# Benno Schaeppi
Benno Heinrich Schaeppi (* 24. November 1911 in St. Gallen; † 26. August 1988 in Eckernförde) war ein Schweizer Journalist, eine Hauptfigur der Frontenbewegung und Untersturmführer der Waffen-SS.

## Leben
Benno Schaeppi besuchte die Schulen in Basel. 1932 machte er den Abschluss der Handelsschule in Zürich. Zwischen 1936 und 1938 war er Landespropagandaleiter der Nationalen Front und Redaktor des Schaffhauser Grenzboten. 1938 gründete er zusammen mit Alfred Zander den Bund treuer Eidgenossen nationalsozialistischer Weltanschauung (BTE) und wurde daraufhin mehrmals verhaftet. Im folgenden Jahr wurde er wegen Spionage für das Deutsche Reich zu vier Monaten Gefängnis verurteilt. Schaeppi war ab 1941 ein führendes Mitglied des Bundes der Schweizer in Grossdeutschland. Zum 15. März 1941 trat er der Waffen-SS bei (SS-Nummer 403.384) und wurde an die Ostfront versetzt. Zwischen 1942 und 1944 war er Leiter des „Panoramaheims“ in Stuttgart. Dieses diente zur militärischen Spionage in der Schweiz und als erste Anlaufstelle für nationalsozialistische Schweizer. Im Mai 1943 entzog die Schweiz Schaeppi auf Grund seiner politischen Betätigung im Dienste Deutschlands die Staatsbürgerschaft. Im gleichen Jahr wurde sein Buch Germanische Freiwillige im Osten publiziert. Im April 1944 kam Schaeppi in die Junkerschule Tölz und erhielt dort eine Offiziersausbildung. Zum 9. November 1944 stieg er in den Rang eines Untersturmführers der Propaganda-Kompanie des III. germanischen SS-Panzerkorps auf.
Ab Mai 1945 war Schaeppi in amerikanischer Kriegsgefangenschaft und wurde im Juni 1947 nach einem Entnazifizierungsverfahren freigelassen.
1947 stellte sich Schaeppi freiwillig den Schweizer Behörden und wurde vom Bundesgericht wegen Angriffs auf die Unabhängigkeit der Eidgenossenschaft, Verletzung militärischer Geheimnisse, Beteiligung an politischen Nachrichtendiensten und fremdem Kriegsdienst zu 16 Jahren Zuchthaus verurteilt. Mitangeklagt war auch Franz Riedweg. Nach zwei Revisionsverfahren wurde Schaeppi im August 1956 vorzeitig aus der Haft entlassen. 1955 erhielt er die deutsche Staatsbürgerschaft. Zwischen 1958 und 1975 war er Korrespondent verschiedener Zeitungen und Vertreter eines deutschen Zeitschriftenverlags in Paris.
Schaeppi verstarb am 26. August 1988 in Eckernförde.